# Marină militară

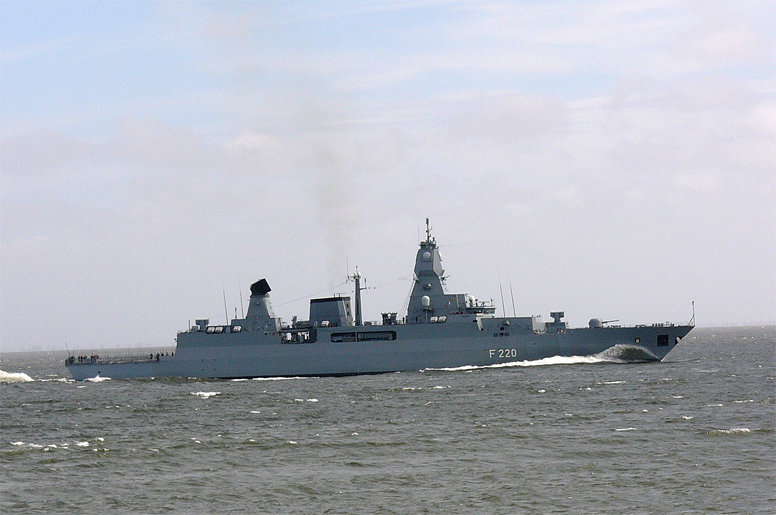
Fregata Hamburg (F 220)

Marina militară, Forțele navale sau Marina de Război este totalitatea forțelor militare navale ale unui stat, compusă din nave de război, nave de escortă, submarine, precum și avioane, împreună cu artileria și militarii din cadrul infanteriei marine. Este destinată operațiunilor navale și amfibii pe mări și fluvii, sau în preajma litoralului și țărmurilor.

## Grade militare
| Grade militare                | Grade militare                      |
| Trupele de uscat și aviația   | Marina militară (personal navigant) |
| ----------------------------- | ----------------------------------- |
| Soldați                       |                                     |
| Soldat                        | Soldat de marină                    |
| Gradați                       |                                     |
| Fruntaș                       | Fruntaș de marină                   |
| Caporal                       | Caporal de marină                   |
| Sergent                       | Sergent de marină                   |
| Subofițeri                    |                                     |
| Sergent major                 |                                     |
| Plutonier                     |                                     |
| Plutonier major               |                                     |
| Plutonier adjutant            |                                     |
| Maiștri militari              |                                     |
| Maistru militar clasa a IV-a  |                                     |
| Maistru militar clasa a III-a |                                     |
| Maistru militar clasa a II-a  |                                     |
| Maistru militar clasa a I-a   |                                     |
| Maistru militar principal     |                                     |
| Ofițeri inferiori             |                                     |
| Sublocotenent                 | Sublocotenent de marină             |
| Locotenent                    | Locotenent de marină                |
| Locotenent major              | Locotenent major de marină          |
| Căpitan                       | Căpitan-locotenent                  |
| Ofițeri superiori             |                                     |
| Maior                         | Căpitan de rangul III               |
| Locotenent-colonel            | Căpitan de rangul II                |
| Colonel                       | Căpitan de rangul I                 |
| Generali și amirali           |                                     |
| General-maior                 | Contraamiral                        |
| General-locotenent            | Viceamiral                          |
| General-colonel               | Amiral                              |
| Mareșali                      |                                     |

## Aviația navală
Articol principal: Aviație navală

## Infanteria marină
Articol principal: Infanterie marină